# Ancistrocerus parredes
Ancistrocerus parredes är en stekelart som beskrevs av Henri Saussure 1857. Ancistrocerus parredes ingår i släktet murargetingar, och familjen Eumenidae. Inga underarter finns listade i Catalogue of Life.